# 印象遊戲
印象遊戲（Impressions Games）公司是由游戏开发者大衛·雷斯特在英國所成立的公司（現在稱為萤火虫工作室），他在1995年將公司賣給雪樂山，不過雪樂山後來被聖達特與威望迪所買下。
印象專門出產歷史策略遊戲，尤其以城市建造系列遊戲最為著名，包括凱撒大帝、法老和宙斯。

## 外部連結
- 印象遊戲公司檔案